# Paser I (Virrey de Kush)
Paser fue virrey de Kush durante el reinado de Ay y es probable que de Horemheb. Reisner menciona que las únicas inscripciones datables sobre Paser pertenecen al reinado de Ay. El siguiente virrey conocido sin embargo es Amenemopet, cuya vida está fechada en el reinado de Seti I. Por lo tanto es posible que Paser I sirviese durante el reinado de Ay, Horemheb y tal vez incluso de Ramsés I.
Paser era hijo del virrey Amenhotep-Huy, que había servido durante el reinado de Tutankamón. Su madre era Taemuadjsy, "Responsable de las mujeres del templo de Amón, Sehetep-Netyeru, en Faras, Nubia". No se conoce el nombre de su esposa, pero sí el de uno de sus hijos: el de su hijo y sucesor Amenemopet.

## Testimonios de su época
- Gebel es-Shems: en una estela donde graba su nombre y títulos, y en una pequeña cámara (speos) dedicada a él. La estela se fecha en el reinado de Ay.[1]
- Sehel: en una inscripción que lo menciona.[1]
- El camino desde Asuan a File: una inscripción de Amenemopet menciona a Paser.[1]
- Un dintel del templo de Aniba muestra a Paser adorando los cartuchos de Horemheb.[3][4][5]